# Skate Canada International de 2014
O Skate Canada International de 2014 foi a quadragésima primeira edição do Skate Canada International, um evento anual de patinação artística no gelo organizado pelo Skate Canada, e que fez parte do Grand Prix de 2014–15. A competição foi disputada entre os dias 31 de outubro e 2 de novembro, na cidade de Kelowna, Colúmbia Britânica, Canadá.

## Eventos
- Individual masculino
- Individual feminino
- Duplas
- Dança no gelo

## Medalhistas
| Evento                        | Ouro                                   | Prata                                | Bronze                                             |
| Individual masculino detalhes | Takahito Mura · Japão                  | Javier Fernández · Espanha           | Max Aaron · Estados Unidos                         |
| Individual feminino detalhes  | Anna Pogorilaya · Rússia               | Ashley Wagner · Estados Unidos       | Satoko Miyahara · Japão                            |
| Duplas detalhes               | Meagan Duhamel · Eric Radford · Canadá | Sui Wenjing · Han Cong · China       | Evgenia Tarasova · Vladimir Morozov · Rússia       |
| Dança no gelo detalhes        | Kaitlyn Weaver · Andrew Poje · Canadá  | Piper Gilles · Paul Poirier · Canadá | Madison Hubbell · Zachary Donohue · Estados Unidos |

## Resultados

### Individual masculino
| Pos.              | Nome               | Nacionalidade    | Pontos | PC         | PL          |
| ----------------- | ------------------ | ---------------- | ------ | ---------- | ----------- |
| Medalha de ouro   | Takahito Mura      | Japão            | 255.81 | 82.57 (2)  | 173.24 (1)  |
| Medalha de prata  | Javier Fernández   | Espanha          | 244.87 | 86.36 (1)  | 158.51 (2)  |
| Medalha de bronze | Max Aaron          | Estados Unidos   | 231.77 | 76.50 (5)  | 155.27 (3)  |
| 4                 | Stephen Carriere   | Estados Unidos   | 231.67 | 80.33 (4)  | 151.34 (4)  |
| 5                 | Konstantin Menshov | Rússia           | 225.03 | 81.70 (3)  | 143.33 (6)  |
| 6                 | Florent Amodio     | França           | 215.71 | 72.14 (8)  | 143.57 (5)  |
| 7                 | Michal Březina     | República Tcheca | 208.24 | 73.29 (7)  | 134.95 (8)  |
| 8                 | Takahiko Kozuka    | Japão            | 203.17 | 75.85 (6)  | 127.32 (11) |
| 9                 | Andrei Rogozine    | Canadá           | 202.40 | 70.95 (9)  | 131.45 (10) |
| 10                | Adam Rippon        | Estados Unidos   | 201.92 | 62.83 (11) | 139.09 (7)  |
| 11                | Liam Firus         | Canadá           | 198.91 | 64.94 (10) | 133.97 (9)  |

### Individual feminino
| Pos.              | Nome               | Nacionalidade  | Pontos | PC         | PL         |
| ----------------- | ------------------ | -------------- | ------ | ---------- | ---------- |
| Medalha de ouro   | Anna Pogorilaya    | Rússia         | 191.81 | 65.28 (1)  | 126.53 (1) |
| Medalha de prata  | Ashley Wagner      | Estados Unidos | 186.00 | 63.86 (2)  | 122.14 (2) |
| Medalha de bronze | Satoko Miyahara    | Japão          | 181.75 | 60.22 (4)  | 121.53 (3) |
| 4                 | Courtney Hicks     | Estados Unidos | 174.51 | 56.36 (8)  | 118.15 (4) |
| 5                 | Rika Hongo         | Japão          | 171.47 | 59.10 (5)  | 112.37 (5) |
| 6                 | Alena Leonova      | Rússia         | 164.15 | 62.54 (3)  | 101.61 (6) |
| 7                 | Alaine Chartrand   | Canadá         | 156.22 | 57.06 (7)  | 99.16 (7)  |
| 8                 | Brooklee Han       | Austrália      | 146.80 | 51.55 (11) | 95.25 (8)  |
| 9                 | Kim Hae-jin        | Coreia do Sul  | 143.43 | 52.18 (10) | 91.25 (10) |
| 10                | Veronik Mallet     | Canadá         | 142.25 | 57.45 (6)  | 84.80 (11) |
| 11                | Viktoria Helgesson | Suécia         | 139.67 | 44.66 (12) | 95.01 (9)  |
| 12                | Julianne Séguin    | Canadá         | 136.95 | 52.74 (9)  | 84.21 (12) |

### Duplas
| Pos.              | Nome                                    | Nacionalidade  | Pontos | PC        | PL         |
| ----------------- | --------------------------------------- | -------------- | ------ | --------- | ---------- |
| Medalha de ouro   | Meagan Duhamel / Eric Radford           | Canadá         | 210.74 | 72.70 (1) | 138.04 (1) |
| Medalha de prata  | Sui Wenjing / Han Cong                  | China          | 184.64 | 65.22 (2) | 119.42 (2) |
| Medalha de bronze | Evgenia Tarasova / Vladimir Morozov     | Rússia         | 175.45 | 64.14 (3) | 111.31 (3) |
| 4                 | Madeline Aaron / Max Settlage           | Estados Unidos | 165.91 | 57.20 (4) | 108.71 (4) |
| 5                 | Vanessa James / Morgan Ciprès           | França         | 161.79 | 56.47 (5) | 105.32 (5) |
| 6                 | Kirsten Moore-Towers / Michael Marinaro | Canadá         | 158.82 | 53.79 (6) | 105.03 (6) |
| 7                 | Brittany Jones / Joshua Reagan          | Canadá         | 146.77 | 49.80 (7) | 96.97 (8)  |
| 8                 | Mari Vartmann / Aaron Van Cleave        | Alemanha       | 145.89 | 48.43 (8) | 97.46 (7)  |

### Dança no gelo
| Pos.              | Nome                                          | Nacionalidade  | Pontos | DC        | DL         |
| ----------------- | --------------------------------------------- | -------------- | ------ | --------- | ---------- |
| Medalha de ouro   | Kaitlyn Weaver / Andrew Poje                  | Canadá         | 171.10 | 68.61 (1) | 102.49 (1) |
| Medalha de prata  | Piper Gilles / Paul Poirier                   | Canadá         | 152.60 | 57.35 (4) | 95.25 (2)  |
| Medalha de bronze | Madison Hubbell / Zachary Donohue             | Estados Unidos | 148.23 | 59.29 (3) | 88.94 (3)  |
| 4                 | Ksenia Monko / Kirill Khaliavin               | Rússia         | 143.48 | 59.62 (2) | 83.86 (6)  |
| 5                 | Nelli Zhiganshina / Alexander Gazsi           | Alemanha       | 140.95 | 55.35 (6) | 85.60 (4)  |
| 6                 | Alexandra Aldridge / Daniel Eaton             | Estados Unidos | 137.37 | 56.13 (5) | 81.24 (7)  |
| 7                 | Élisabeth Paradis / François-Xavier Ouellette | Canadá         | 134.48 | 50.35 (8) | 84.13 (5)  |
| 8                 | Sara Hurtado / Adrià Díaz                     | Espanha        | 127.99 | 52.43 (7) | 75.56 (8)  |

## Quadro de medalhas
| Ordem | País           | Medalha de ouro | Medalha de prata | Medalha de bronze |    | Ordem por total |
| ----- | -------------- | --------------- | ---------------- | ----------------- | -- | --------------- |
| 1     | Canadá         | 2               | 1                |                   | 3  | 1               |
| 2     | Japão          | 1               |                  | 1                 | 2  | 3               |
| 2     | Rússia         | 1               |                  | 1                 | 2  | 3               |
| 4     | Estados Unidos |                 | 1                | 2                 | 3  | 1               |
| 5     | China          |                 | 1                |                   | 1  | 5               |
| 5     | Espanha        |                 | 1                |                   | 1  | 5               |
| TOTAL | TOTAL          | 4               | 4                | 4                 | 12 | —               |